# Puerta del Ángel (metropolitana di Madrid)
Puerta del Ángel è una stazione della linea 6 della metropolitana di Madrid. Si trova sotto al Paseo de Extremadura, nel distretto Latina.

## Storia
La stazione è stata inaugurata il 10 maggio 1995 con il tratto che va dalla stazione di Laguna a quella di Ciudad Universitaria, che ha trasformato la linea 6 in una linea circolare.

## Accessi
Vestibolo Puerta del Ángel
- Plaza Santa Cristina Piazza Santa Cristina, 2
- Caramuel Calle Caramuel, 1